# Peter Calicher

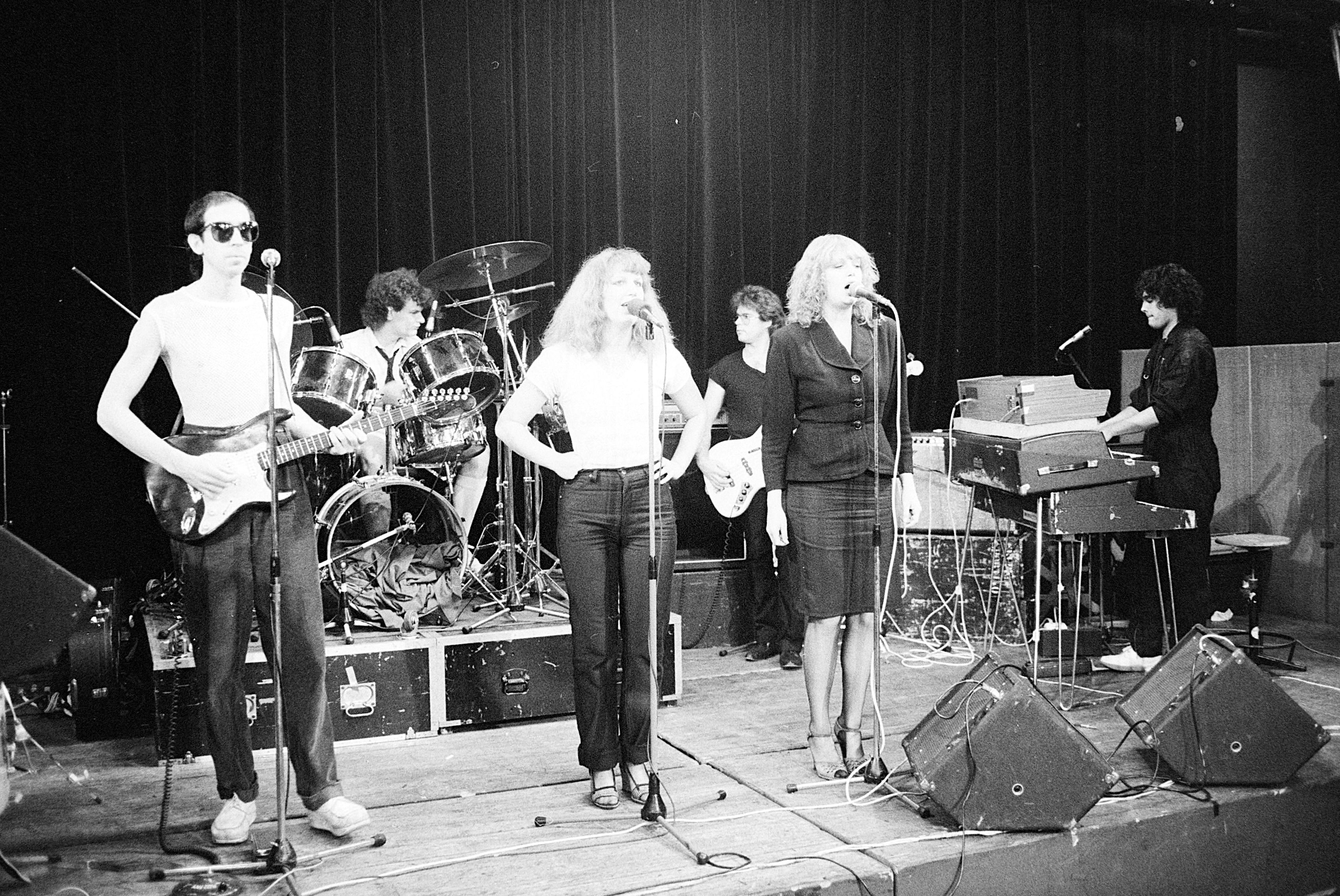
Gruppo Stortivo in 1978 met rechts Peter

Peter Calicher (Schiedam, 1951- onbekend, 1 april 2024) was een Nederlands artiest en docent. Zijn bijnaam was Superman naar een liedje op een ep van Gruppo Sportivo.
Calicher was autodidact op het gebied van het bespelen van elektronische toetsinstrumenten. Hij speelde al tijdens zijn middelbare school Groen van Prinstererlyceum in Vlaardingen in de schoolband The Legs samen met Cornelis Pons, die schreef voor Fungus en The Amazing Stroopwafels. Ook werkte hij samen met Fred Piek van Fungus.
Calicher was in wezen deels opgeleid aan de Rotterdamse Kunstacademie (1971-1975), alwaar hij Max Mollinger ontmoette. Hij werd echter geïnspireerd door de muziek van Steely Dan, Doobie Brothers en Soft Machine en vormde samen met Mollinger jarenlang de kern van de popbands Gruppo Sportivo en Buddy Odor Stop, alhoewel dat af en aan was. 
Vanaf 2000 tot 2018 was hij zelf docent aan wat dan de Willem de Kooning Academie heet en wel voor het vak audio postproductie. Na zijn pensioen wendde hij zich weer naar Gruppo Sportivo, hij bleef alhoewel steeds zieker tot vlak voor zijn dood doorspelen.
Robert-Jan Stips zelf toetsenvirtuoos bij Supersister en Nits sprak lovend voor hem; het spel vloeide makkelijk uit zijn vingers, maar was verdraaid moeilijk na te spelen, constateerde Stips wanneer hij voor hem inviel.
Naast genoemd werk was Calicher ook geluidstechnicus voor stemacteurs van de geluidsstudio Buro Geluidsmanipulatie in Voorburg. Hij leidde er out-of-the-box-acteurs als Bennie Jolink, Martin van Waardenberg, Barry Hay en hemzelf, bijvoorbeeld in Ook honden gaan naar de hemel (1989). Samen met broer Guus Calicher verscheen in 1997 de strip De metromol bij Uitgeverij Arcade. Samen warden ze ook verantwoordelijk voor de platenhoezen van She said en The secret of success. 
Calicher overleed op 72-jarige leeftijd aan kanker. Onder invloed van een chemokuur bleef hij doorspelen, totdat het doek in Zeeland viel; hij hield het nog maar een half concert vol. 

Op hun Facebook- en Instagram-pagina schreef de Gruppo Sportivo:
Na een kort ziekbed is in de ochtend van 1 april onze lieve vriend en toetsenman Peter ‘Superman’ Calicher overleden. Wat hebben we veel beleefd met elkaar. Gespeeld, gemaakt en heel veel gelachen. Jouw wens was om zo lang mogelijk door te spelen en wij zullen dat met jou in gedachten ook doen. Rust zacht, maatje, we zullen je nooit vergeten.
Hij werd in Gruppo Sportivo opgevolgd door de dertienjarige Len de Quant, die hem de laatste maanden ondersteunde, les van hem had en ook al voor hem inviel, zo ook in Middelburg.